# حسن تأمینی
حسن تأمینی لیچایی (زادهٔ ۱۳۴۵ لیچا از توابع لشت نشا) نمایندهٔ حوزهٔ انتخابیهٔ رشت در دوره‌های دورهٔ هشتم و دورهٔ نهم مجلس شورای اسلامی از حوزهٔ انتخابیهٔ رشت در استان گیلان بوده‌است. وی همچنین از سال ۱۴۰۰ تا ۱۴۰۲ رئیس فدراسیون شطرنج ایران بود.

## عضویت کمیسیون‌های تخصصی در مجلس شورای اسلامی
تأمینی لیچایی در هر ۲ دورهٔ نمایندگی به‌عنوان سخنگو، نایب‌رئیس و عضو کمیسیون بهداشت و درمان مجلس شورای اسلامی ایران فعالیت داشته و در فراکسیون‌های مختلف دیگری نیز ازجمله کمیسیون اصل ۹۰ قانون اساسی عضویت دارد. وی از اعضایِ فراکسیون «مبارزه با دخانیات»، نیز هست.

### در مجلس هشتم شورای اسلامی کشور ایران
- سال اول: عضو کمیسیون بهداشت و درمان

### در مجلس نهم شورای اسلامی کشور ایران
- سال اول: نایب‌رئیس دوم کمیسیون بهداشت و درمان
- سال دوم: عضو کمیسیون بهداشت و درمان و عضو کمیسیون اصل ۹۰ قانون اساسی
- سال سوم: نایب‌رئیس دوم کمیسیون بهداشت و درمان و عضو کمیسیون اصل ۹۰ قانون اساسی
- سال چهارم: عضو کمیسیون بهداشت و درمان و عضو کمیسیون اصل ۹۰ قانون اساسی

## نطق‌ها و مواضع در دوران نمایندگیِ مجلس
تأمینی فعالیت زیادی در فضای رسانه‌ای نداشت ولی گاهی با موضع‌گیری‌های خود، سبب می‌شد تا همچنان در افکار عمومی حضور داشته باشد. اغلب موضع‌گیری‌های تأمینی جنبه سیاسی نداشته و بیشتر در راستای مشکلات موجود در حوزه انتخابیه خود بود، و رویکرد خاص، مشخص و واضحی در قبال دولت‌ها نداشت و به‌واقع در هیچ دسته و جناحی قرار نمی‌گرفت، هر چند در کل با دولت یازدهم به نسبتِ دولتِ قبل‌از آن، روابط بهتری پیداکرده بود. وی ریاست «مجمع نمایندگان استان گیلان» را نیز به عهده داشت.

### افشای برنج وارداتی آلوده و مخالفت با تداوم واردات برنج
حسن تأمینی، که در دوران نمایندگی خود در مجلس عضو کمیسیون بهداشت و درمان مجلس ایران نیز بود، چندین بار در طول دوران نمایندگی خویش با بیان اینکه دست‌هایی به دنبال تداوم واردات برنج به کشور ایران و وابسته کردن مصرف‌کنندگان داخلی به برنج‌های خارجی هستند، از معرفی نشدن مقصرهای واردات برنج آلوده به کشور انتقاد کرد. وی همچنین از تداوم واردات برنج خارجی کم کیفیت به ایران انتقاد داشته و این تداوم واردات برنج را عامل و باعث تغییر کردن ذائقه غذایی مردم ایران می‌داند. حسن تأمینی لیچایی طی یادداشتی در مورد برنج‌های وارداتی، آلودگی این برنج‌ها را قطعی اعلام کرد. قسمتی از متن یادداشت حسن تأمینی در این رابطه که برخی سایت‌ها آن را منتشر کردند، به شرح زیر بو ده است:
در سال هشتادونه هم واردات برنج‌های آلوده صورت گرفت و مجلس با اطلاع‌رسانی به مردم و همچنین تذکر به وزارت بهداشت و جهاد کشاورزی از ورود محصولات وارداتی بی‌کیفیت جلوگیری کرد. همچنین صداوسیما از تبلیغ برنج‌های آلوده خودداری کرد اما دوباره شاهدیم که برنج‌های آلوده از هند و پاکستان وارد کشور شده و در بازار به فروش می‌رسد. متأسفانه در گزارش‌های مجلس به این نتیجه رسیده‌ایم که مافیای برنج اجازه نمی‌دهد برنج سالم به کشور وارد شود. واردات برنج برای برخی از آقایان سود بالایی دارد. آن‌ها برنج درجه ۳ را از کشورهای پاکستان و هند خریداری کرده و در ایران باقیمت بالاتر به مردم می‌فروشند.

### اجباری شدن مشاوره ژنتیک
حسن تأمینی لیچایی نمایندهٔ رشت، به‌ضرورت مشاوره ژنتیک پیش از ازدواج اعتقاد داشت و در این زمینه معتقد بود باوجوداین که از پیشتر از این نیز مشاوره‌های ژنتیک با توجه به حساسیتی که دارند انجام می‌شده، اما نمایندگان مجلس در نظر داشته‌اند که با توجه به بیماری‌های ژنتیکی که وجود دارد، این روند مشاوره ژنتیک را قانونمند کنند که وزارت بهداشت و سازمان بهزیستی نیز موافق اجرای این برنامه می‌بودند و نمایندگان مجلس نیز نظر مساعدی بر اجرای این لایحه پیدا کردند. حسن تأمینی لیچایی که در آن زمان، عضو کمیسیون بهداشت مجلس شورای اسلامی بود، تصریح کرد، هزینه‌های مشاوره ژنتیک در ایران بسیار بالاست و در صورت نهایی شدن این طرح در مجلس، وزارت بهداشت، درمان و آموزش پزشکی ایران و سازمان بهزیستی، موظف می‌شدند تا، مجموعهٔ مشاوره‌ها، ازجمله مشاورهٔ ژنتیک را قبل از هر ازدواجی برای متقاضیان انجام دهند.

## دیدگاه‌ها و مواضع پس از پایان دوران نمایندگی

### در رابطه با تفاوت درآمدهای پزشکان
حسن تأمینی لیچایی نمایندهٔ سابق و عضو سابق کمیسیون بهداشت مجلس در مورد تفاوت درامدهای پزشکان معتقداست که در شهرهایی کوچک، که یک متخصص وجود دارد گاهی او ناگزیر است با ماشین و هواپیما برای عمل‌های جراحی سفر کند و بنابراین درآمد بالایی دارد چون در طول ۲ روز مثلاً چند عمل انجام می‌دهد و نمی‌توان این موضوع را کتمان کرد. اما اینکه در شهرهای بزرگ، این‌ تفاوت‌ درآمدها، وجود دارد، به خاطر نحوهٔ پرداخت کارانه نظام نوین بیمارستانی است که هر بیمارستان بر اساس درآمد خود پرداخت می‌کند. حسن تأمینی بابیان اینکه بعضی از پزشکان درآمد خود را با پزشکان اروپایی و آمریکایی مقایسه می‌کنند، معتقداست که درآمدها باید با «سرانهٔ اقتصادی» هر کشور، مقایسه و سنجیده شود و نه با یورو و دلار، و در غیر این صورت است که برخی از پزشکان همیشه گلایه دارند.